# SIX Swiss Exchange

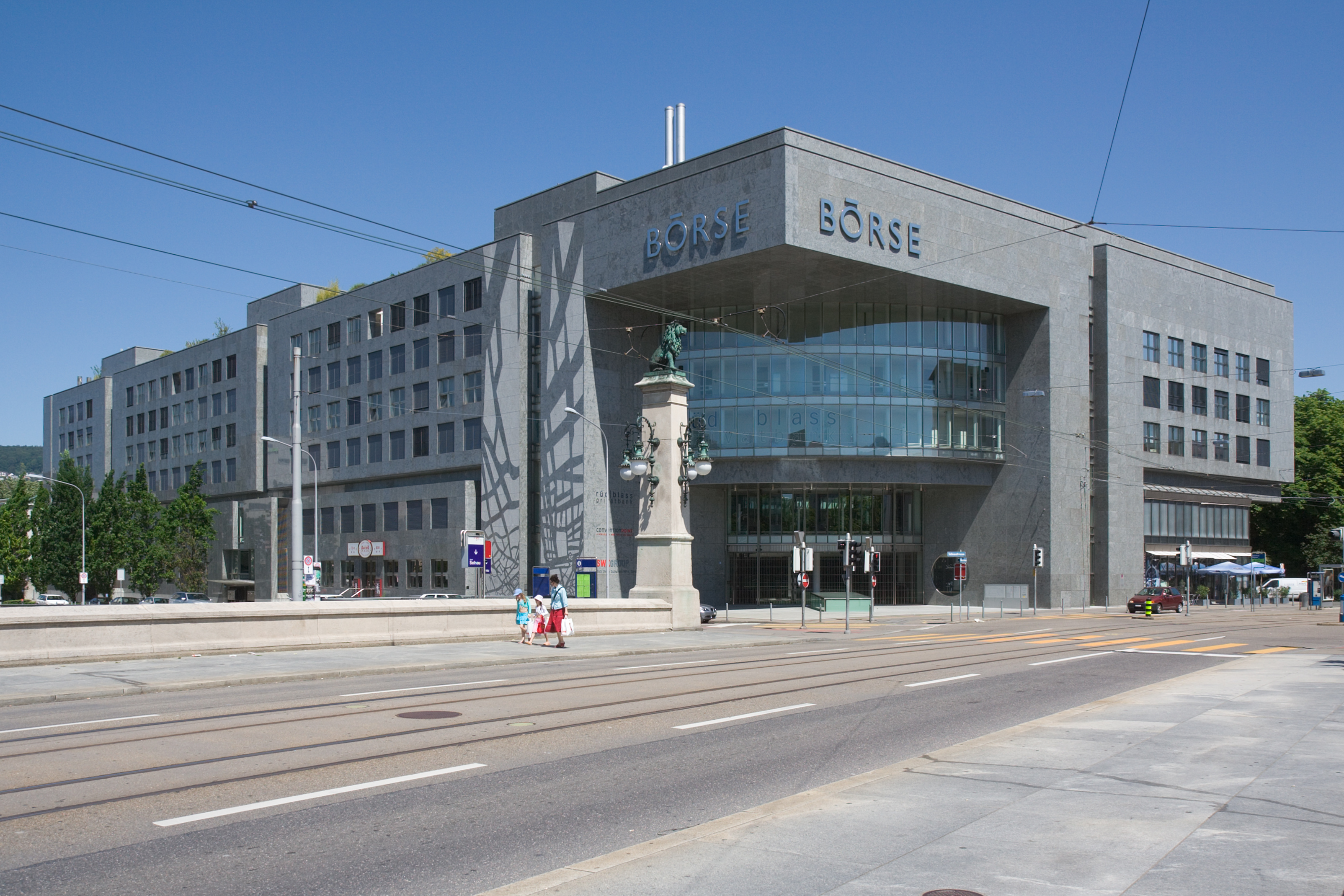
SIX Swiss Exchange, Zúrich.

El SIX Swiss Exchange (anteriormente SWX Swiss Exchange), con sede en Zúrich, es la principal bolsa de valores de Suiza (la otra es Berne eXchange). Se creó en mayo de 1995 con la fusión de tres bolsas suizas: Ginebra, Basilea y Zúrich y que se denomina de forma oficial "Schweizer Börse" (alemán), "Bourse suisse" (francés), "Borsa svizzera" (italiano) y "Swiss exchange" (inglés). El 23 de abril de 2002 se decidió en la asamblea general la transformación en sociedad anónima.
El índice tiene una base de 1500 puntos a 30 de junio de 1988 y los valores del índice ponderan según el criterio de capitalización. La composición del índice se revisa anualmente el 1 de enero o el 1 de julio después de un aviso de al menos 6 meses.
Además del SMI (Swiss Market Index, principal índice del SIX) la familia de índices de Suiza, está formada por el SMI Mid (SMIM), SPI (Swiss Performance Index), SPIX (SPI sin ajuste de dividendos), el SMIC (SMI con ajuste de dividendos), y el Swiss Bond Indices (SBI).
Todos los índices incluyen valores de las Bolsas de Zúrich, Ginebra y Basilea.
Algunas Empresas que Cotizan
- Sika AG
- Nestlé
- Novartis